# عدن نتن زده
عدن نتن زده (بالعبرية: עדן נתן-זדה) هو جندي إرهابي صهيوني (1986 - 2005) أطلق النار على حافلة ركاب في بلدة شفاعمرو في 4 آب 2005 فقتل أربعة عرب إسرائيليين وجرح 22 آخرين حاول قتل المزيد لكن الركاب منعوه وقتلوه بالضرب.